# Radwanice (gromada w powiecie wrocławskim)
Radwanice (od ok. 1969 Siechnice)  – dawna gromada, czyli najmniejsza jednostka podziału terytorialnego Polskiej Rzeczypospolitej Ludowej w latach 1954–1972.
Gromady, z gromadzkimi radami narodowymi (GRN) jako organami władzy najniższego stopnia na wsi, funkcjonowały od reformy reorganizującej administrację wiejską przeprowadzonej jesienią 1954 do momentu ich zniesienia z dniem 1 stycznia 1973, tym samym wypierając organizację gminną w latach 1954–1972.
Gromadę Radwanice z siedzibą GRN w Radwanicach utworzono – jako jedną z 8759 gromad na obszarze Polski – w powiecie wrocławskim w woj. wrocławskim, na mocy uchwały nr 32/54 WRN we Wrocławiu z dnia 2 października 1954. W skład jednostki weszły obszary dotychczasowych gromad Radwanice i Mokry Dwór ze zniesionej gminy Św. Katarzyna w tymże powiecie. Dla gromady ustalono 15 członków gromadzkiej rady narodowej.
31 grudnia 1961 gromadę Radwanice połączono ze zniesioną gromadą Siechnice w tymże powiecie, tworząc "nową" gromadę Radwanice (de facto gromadę Siechnice włączono do gromady Radwnice).
Ok. 1969 roku gromadę Radwanice zniesiono przez przeniesienie siedziby GRN z Radwanic do Siechnic i zmianę nazwy jednostki na gromada Siechnice. 